# 伽耶語
伽耶語（かやご）または加羅語（からご）は朝鮮半島南部の伽耶諸国で話されていたと想定される言語である。13の地名から推定が試みられているが、これらが伽耶語を反映しているのか、その前に存在した言語を反映しているのか確かではない。伽耶諸国の言語に直接由来すると認定される語は1語しかない。

## 分類
議論されている地名は日本語と関連する言語にも現れる。Beckwithは日琉語族を地名から推定されるプレ・伽耶語とともに、下のように分類している。
- 日琉語族
  - 弥生語
    - 日本語
    - プレ・伽耶語（地名から）†

  - 琉球語

このプレ・伽耶語がのちの伽耶諸国の言語（4語しか残っていない）と関係があったかどうか明らかではない。
三国史記巻34に、「旃檀梁」という語について、伽耶語では'門'が「梁」とよばれるという記述がある。中国語の「梁」は新羅語では'尾根'に充てられ（子孫の中期朝鮮語：돌 *twol が'尾根'の意）、このことは伽耶語の'門'はtwolのような発音をされていたことを示唆する。これは古代日本語の*two/tö (門/戸) (現代日本語 to, 戸),  'ドア, 門'という意味.)と一致する。
日琉語族と一致するようにみえる伽耶の地名は、日本語-高句麗語族仮説の一部証拠となる。しかし高句麗語はより北方由来であり、朝鮮南部で先日本語を置き換えた可能性もある。伽耶は三韓から成長したため、百済の支配階級が使っていた高句麗語由来の言語が三韓先住民の言語（韓系諸語や（プレ・）伽耶語）に上層言語として混合し、日本語となった可能性がある。